# Liste der Biografien/Schal
Liste der Biografien |
Portal Biografien |
Personensuche
# |
A |
B |
C |
D |
E |
F |
G |
H |
I |
J |
K |
L |
M |
N |
O |
P |
Q |
R |
S |
T |
U |
V |
W |
X |
Y |
Z |
?
 
Sa |
Sb |
Sc |
Sd |
Se |
Sf |
Sg |
Sh |
Si |
Sj |
Sk |
Sl |
Sm |
Sn |
So |
Sp |
Sq |
Sr |
Ss |
St |
Su |
Sv |
Sw |
Sy |
Sz
 
Sca–Sce |
Sch |
Sci–Scz
 
Scha |
Schc |
Schd |
Sche |
Schg |
Schi |
Schj |
Schk |
Schl |
Schm |
Schn |
Scho |
Schp |
Schr |
Schs |
Scht |
Schu |
Schv |
Schw |
Schy
 
Schaa |
Schab |
Schac |
Schad |
Schae |
Schaf |
Schag |
Schah |
Schai |
Schaj |
Schak |
Schal |
Scham |
Schan |
Schap |
Schaq |
Schar |
Schas |
Schat |
Schau |
Schav |
Schaw |
Schax |
Schay |
Schaz
Die Liste der Biografien führt alle Personen auf, die in der deutschsprachigen Wikipedia einen Artikel haben. Dieses ist eine Teilliste mit 340 Einträgen von Personen, deren Namen mit den Buchstaben „Schal“ beginnt.

## Schal
- Schäl, Marion (* 1955), deutsche Musikerin, Herausgeberin, Dirigentin, Librettistin und Lyrikerin

### Schala
- Schalagin, Anatoli Michailowitsch (* 1943), russischer Physiker und Hochschullehrer
- Schalak, Aljaksandr (* 1980), belarussischer Skilangläufer
- Schalamanow, Aleksandar (1941–2021), bulgarischer Fußballspieler
- Schalamanow, Stefan (* 1970), bulgarischer Skirennläufer
- Schalamanowa, Darja (* 2002), bulgarische Tennisspielerin
- Schalamanowa, Dobrinka (* 1983), bulgarische Langstrecken- und Hindernisläuferin
- Schalamow, Tichon Nikolajewitsch (1868–1933), Priester der Russisch-Orthodoxen Kirche und Vater des Schriftstellers Warlam Schalamow
- Schalamow, Warlam Tichonowitsch (1907–1982), russischer Schriftsteller und Dissident
- Schalamowa, Jelena Wladimirowna (* 1982), russische Rhythmische Sportgymnastin und Olympiasiegerin
- Schalansky, Judith (* 1980), deutsche Schriftstellerin, Buchgestalterin und HerausgeberinJudith Schalansky (* 1980)

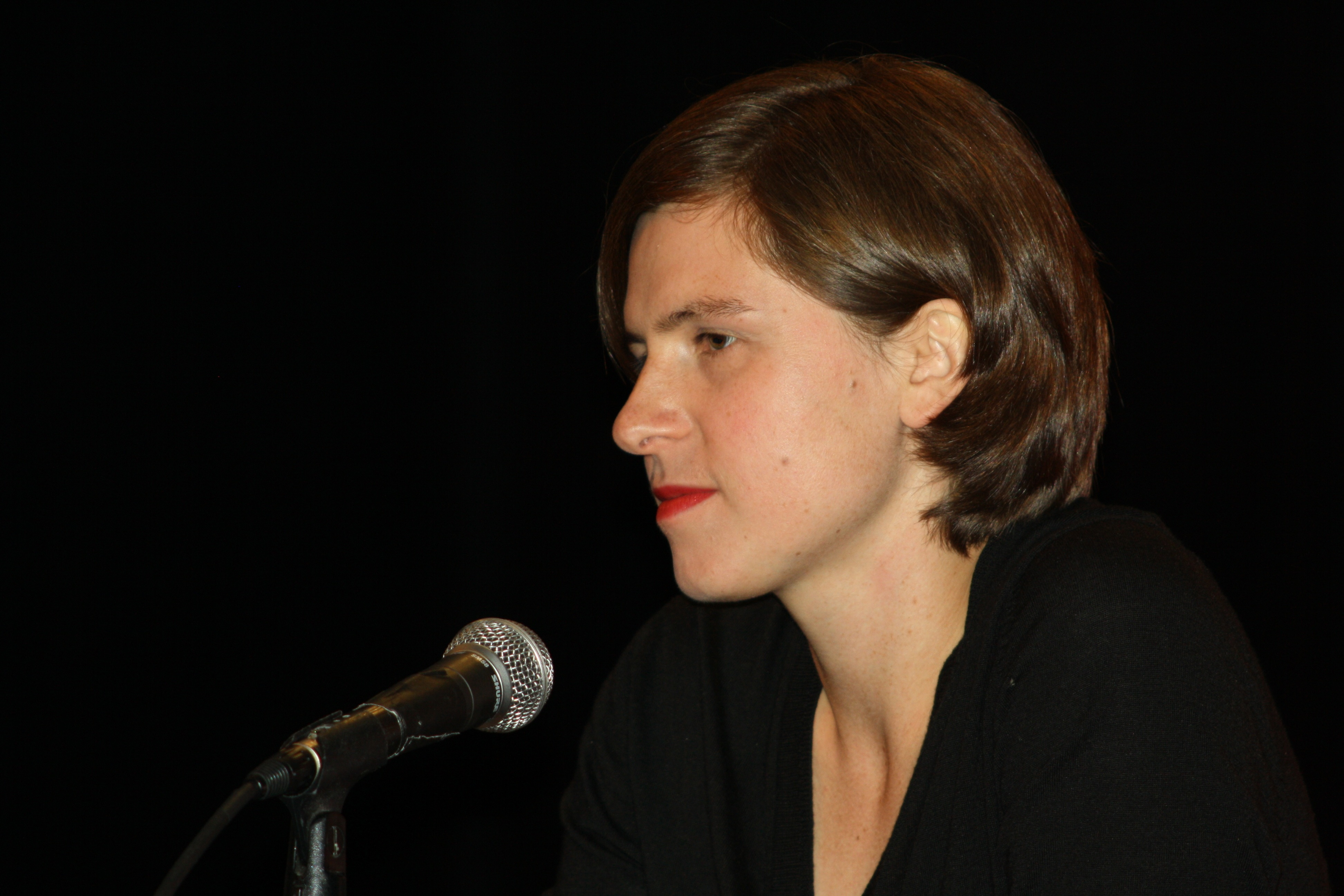
Judith Schalansky (* 1980)

- Schalapow, Jegor (* 1995), russisch-kasachischer Eishockeyspieler
- Schalaudek, Alexandra (* 1975), deutsche Schauspielerin
- Schalauske, Jan (* 1980), deutscher Politiker (Die Linke)

### Schalb
- Schalburg, Christian Frederik von (1906–1942), dänischer SS-Offizier, Führer der dänischen Freiwilligen in der Waffen-SS
- Schalburg, Robert von (1831–1896), mecklenburgischer Rittergutsbesitzer und Landwirtschaftsfunktionär
- Schalburg, Vera (1907–1946), deutsche Agentin

### Schalc
- Schalch, Ferdinand (1848–1918), Schweizer Geologe, Mineraloge und Paläontologe
- Schalch, Franz Adolf (1814–1874), Schweizer Politiker und Richter
- Schalch, Johann Jakob (1723–1789), Schweizer Maler
- Schalcher, Elvira (1923–2018), Schweizer Schauspielerin und Hörspielsprecherin
- Schalcher, Hans-Rudolf (* 1944), Schweizer Bauingenieur und Hochschullehrer
- Schalcher, Heinrich (1917–2006), Schweizer Nationalrat, Rechtsanwalt
- Schalck, Ernst (1827–1865), deutscher Maler, Zeichner und Karikaturist
- Schalck, Henrich (1760–1828), Buchbindermeister, Bürgermeister und Abgeordneter im Fürstentum Waldeck
- Schalck, Mejdi (* 2004), französischer Sportkletterer
- Schalck-Golodkowski, Alexander (1932–2015), deutscher Politiker (SED) und WirtschaftsfunktionärAlexander Schalck-Golodkowski (1932–2015)

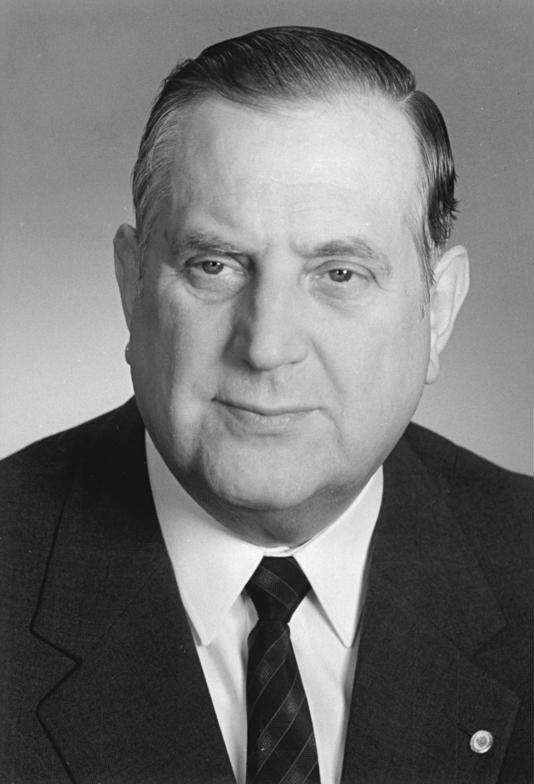
Alexander Schalck-Golodkowski (1932–2015)

- Schalcken, Godefridus (1643–1706), niederländischer Maler
- Schalcken, Maria, niederländische Malerin des Goldenen Zeitalters

### Schald
- Schaldach, Herbert (1918–2004), deutscher Mediziner
- Schaldach, Max (1936–2001), deutscher Physiker
- Schaldemose, Christel (* 1967), dänische Politikerin, MdEP
- Schaldybin, Jewgeni Sergejewitsch (* 1975), russischer Eishockeyspieler

### Schale
- Schale, Frank (* 1976), deutscher Politikwissenschaftler
- Schale, Hans-Jochen (1925–2013), deutscher Dramaturg
- Schalek, Alice (1874–1956), österreichische Journalistin, Fotografin und AutorinAlice Schalek (1874–1956)

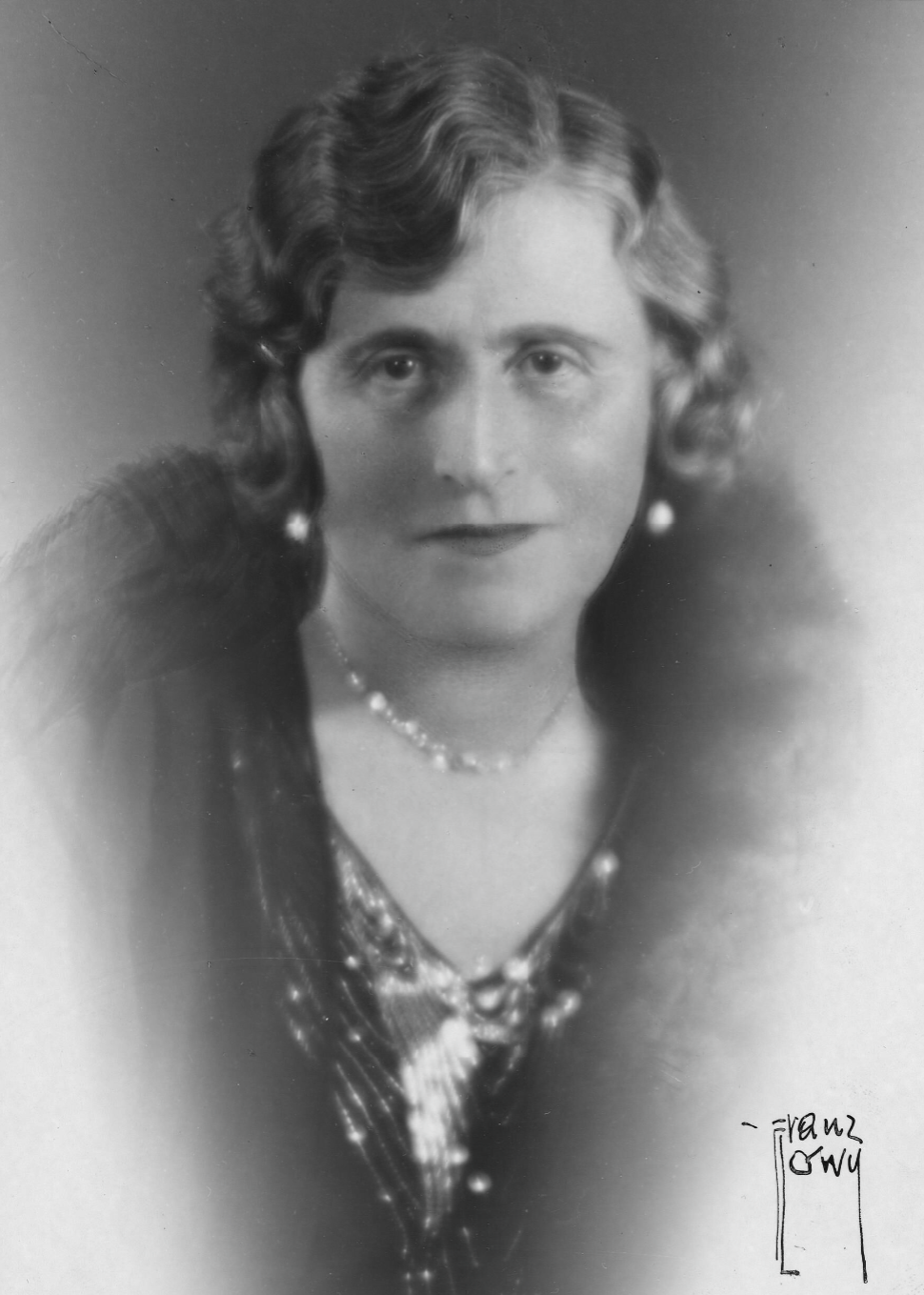
Alice Schalek (1874–1956)

- Schalek, Malva (* 1882), österreichisch-jüdische Malerin
- Schalen, Paul van (* 1972), niederländischer Radrennfahrer
- Schaler, Werner († 1409), Bischof von Basel
- Schaletzki, Reinhard (1916–1995), deutscher Fußballspieler

### Schalf
- Schalfan, Saleh al-, saudischer Diplomat
- Schalfejew, Eduard (1888–1962), deutscher Verwaltungsjurist
- Schalfejew, Peter (1858–1916), deutsch-baltischer Slawist

### Schalg
- Schalgi, Ilan (* 1945), israelischer Politiker und Minister

### Schalh
- Schalhorn, Konrad (* 1937), deutscher Architekt und Autor
- Schalhub, Mohammad asch- (* 1980), saudi-arabischer Fußballspieler

### Schali
- Schäli, Christian (* 1974), Schweizer Politiker (CSP)
- Schäli, Roger (* 1978), Schweizer Bergsteiger
- Schalich, Ekkehard (1940–2014), österreichischer Jurist und Richter
- Schälicke, Bernd (* 1941), deutscher Kunsthistoriker
- Schalij, Frits (* 1957), niederländischer Eisschnellläufer
- Schälike, Fritz (1899–1963), deutscher Verleger und Herausgeber
- Schälike, Julius (* 1966), deutscher Philosoph
- Schälike, Waltraut (1927–2021), deutsche Schriftstellerin und Historikerin
- Schalikow, Pjotr Iwanowitsch (1768–1852), russischer Dichter, Übersetzer und Journalist
- Schalimow, Alexander Iwanowitsch (1917–1991), russischer Science-Fiction-Autor und Geologe
- Schalimow, Igor Michailowitsch (* 1969), russischer Fußballspieler und ehemaliger Cheftrainer der russischen Fußballnationalmannschaft der Frauen
- Schalimow, Oleksandr (1918–2006), ukrainischer Chirurg und Professor
- Schalimow, Wiktor Iwanowitsch (* 1951), russischer Eishockeyspieler
- Schalimowa, Jekaterina Wladimirowna (* 2000), russische Tennisspielerin
- Schalin, Fredrik (* 1964), schwedischer Jurist
- Schälin, Nils (* 2001), Schweizer Unihockeyspieler
- Schalin, Radi Jewgenjewitsch (1933–2006), sowjetisch-russischer Werkstoffwissenschaftler
- Schalina, Jelena Alexejewna (* 1969), russische Biathletin
- Schalit, Abraham (1898–1979), israelischer Philologe und Historiker
- Schalit, Gilad (* 1986), israelischer SoldatGilad Schalit (* 1986)

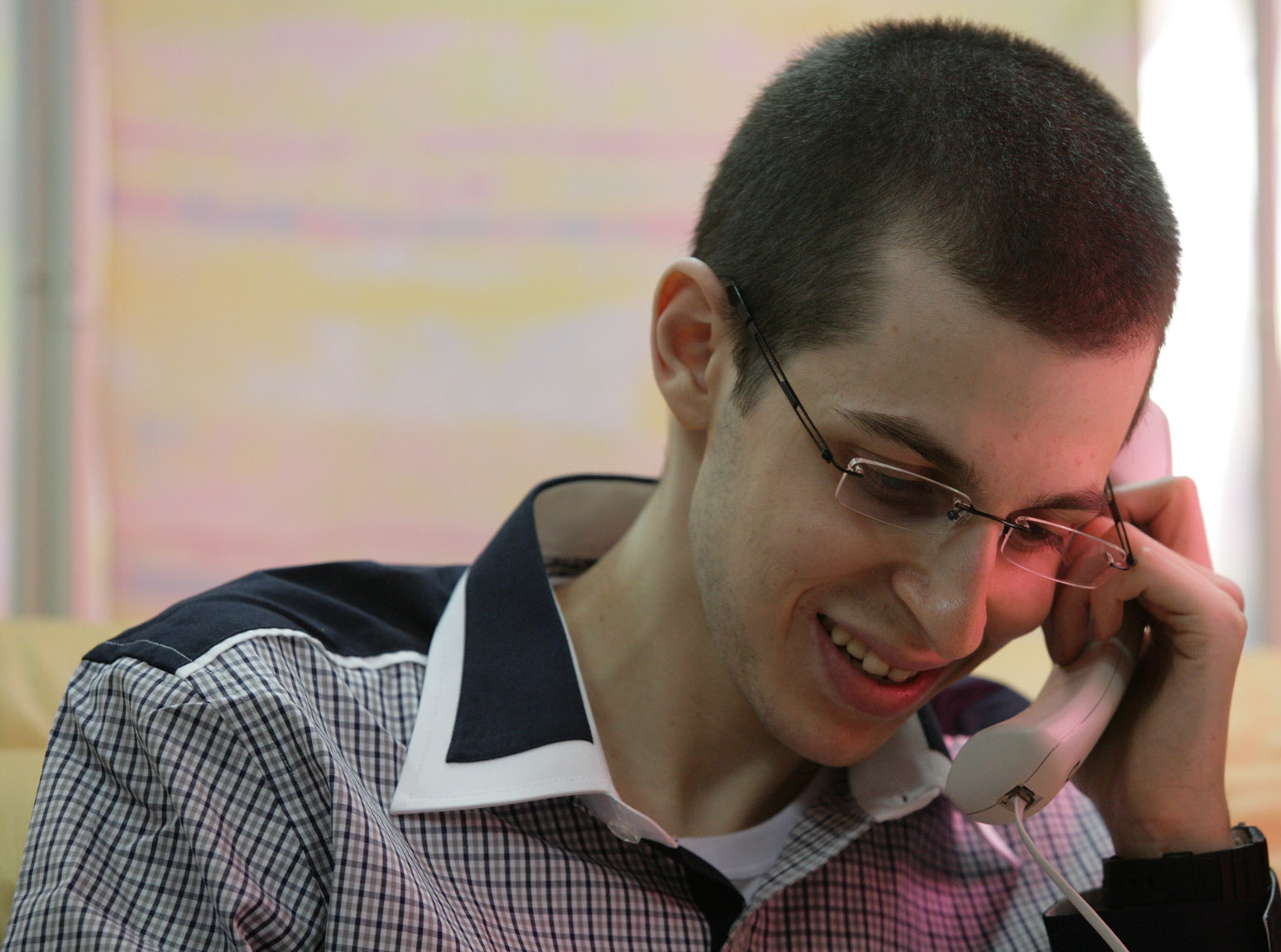
Gilad Schalit (* 1986)

- Schalit, Heinrich (1886–1976), österreichisch-US-amerikanischer Komponist
- Schalit, Isidor (1871–1954), österreichischer Zahnarzt und Zionist

### Schalj
- Schaljapin, Fjodor Fjodorowitsch (1905–1992), russischer Schauspieler
- Schaljapin, Fjodor Iwanowitsch (1873–1938), russischer Opernsänger (Bass)
- Schaljasouski, Ihar (1963–2021), belarussischer Eisschnellläufer

### Schalk
- Schalk, Alex (* 1992), niederländischer Fußballspieler
- Schalk, Andreas (* 1984), deutscher Unternehmer und Politiker (CSU), MdL
- Schalk, Chaim (* 1986), US-amerikanisch-kanadischer Volleyball- und Beachvolleyballspieler
- Schalk, Christoph (* 1968), deutscher Psychologe, Coach, Referent und Autor
- Schalk, Eduard (* 1908), österreichischer Politiker (NSDAP), Landtagsabgeordneter
- Schalk, Evelyn (* 1981), österreichische Journalistin und Autorin
- Schalk, Ewald (* 1970), österreichischer Politiker (FPÖ), Landtagsabgeordneter
- Schalk, Franz (1863–1931), österreichischer Dirigent
- Schalk, Friedrich (1887–1962), deutscher Lehrer und Landtagsabgeordneter im Freistaat Waldeck (DNVP)
- Schalk, Fritz (1902–1980), österreichischer Romanist
- Schalk, Fritz (1925–1996), deutscher Politiker (SPD), MdL
- Schalk, Georg (* 1967), deutscher Fußballschiedsrichter
- Schalk, Günther (* 1971), deutscher Rechtswissenschaftler
- Schalk, Gustav (1848–1929), deutscher Lehrer und Schriftsteller
- Schalk, Gustav (1874–1930), deutscher Landwirt, Erfinder und Politiker
- Schalk, Josefine (1850–1919), deutsche Malerin
- Schalk, Joseph (1857–1900), österreichischer Pianist
- Schalk, Karl (1851–1919), österreichischer Historiker und Bibliothekar
- Schalk, Konrad (1937–2014), niederbayerischer Vereinsfunktionär und ehemaliges NPD-Mitglied
- Schalk, Otto (1902–1981), deutscher Widerstandskämpfer
- Schalk, Ray (1892–1970), US-amerikanischer Baseballspieler und -manager
- Schalk, Richard (1912–1981), österreichischer NSDAP-Kreisleiter
- Schalk, Ronny (* 1979), deutscher Drehbuchautor
- Schalk, Willi (* 1940), deutscher Manager
- Schalk, Wolfgang (* 1961), österreichischer Jazz-Gitarrist, Komponist und Bandleader
- Schalk-Niedermayer, Wilma (1906–1998), österreichische Keramikerin, Bildhauerin und Malerin
- Schalken, Sjeng (* 1976), niederländischer Tennisspieler
- Schalkenbach, Nikolaus (1848–1925), Elektrotechniker und Pionier im Bereich der Elektrizität
- Schalker, Cornelis (1890–1944), niederländischer, kommunistischer Politiker und Widerstandskämpfer gegen die deutsche Besatzung
- Schalkewitsch, Wiktar (* 1959), belarussischer Schauspieler, Poet und Liedermacher
- Schalko, David (* 1973), österreichischer Regisseur und AutorDavid Schalko (* 1973)

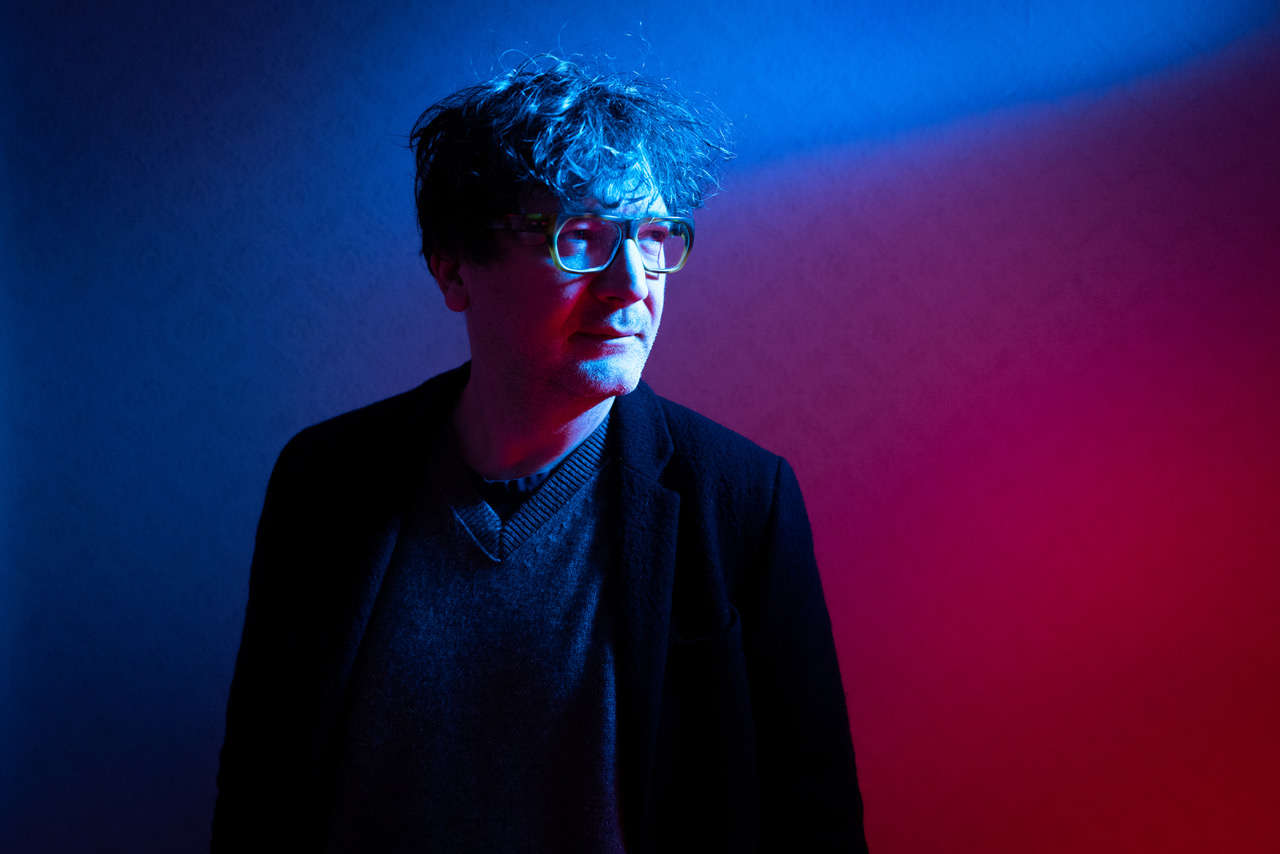
David Schalko (* 1973)

- Schalks, Wim (1923–2017), niederländischer Fußballschiedsrichter
- Schalkwyk, Codie Van (* 2002), namibischer Tennisspieler
- Schalkwyk, Connor Van (* 2004), namibischer Tennisspieler
- Schalkwyk, Jana van (* 2001), südafrikanische Speerwerferin
- Schalkwyk, Marthinus Christoffel Johannes van (* 1959), südafrikanischer Politiker, Jurist und Politikwissenschaftler
- Schalkwyk, Shadley van (* 1988), südafrikanischer Cricketspieler
- Schalkwyk, Theunis Van (1929–2005), südafrikanischer Boxer

### Schall
- Schall Holberg, Britta (1941–2022), dänische Gutsbesitzerin und Politikerin
- Schall von Bell, Adam (1592–1666), deutscher Missionar vom Orden der Jesuiten
- Schall von Bell, Philipp († 1560), livländischer Landmarschall
- Schall, Alexander (* 1970), deutscher Jurist
- Schall, Anton (1907–1947), österreichischer Fußballspieler und -trainer
- Schall, Anton (1920–2007), deutscher Orientalist
- Schall, Carl (1856–1939), deutscher Chemiker
- Schall, Carl Friedrich von (1843–1911), deutscher Verwaltungsjurist, württembergischer Beamter, Staatsrat, MdL
- Schall, Carl Friedrich Wilhelm (1756–1800), deutscher Jurist und Geologe
- Schall, Claus (1757–1835), dänischer Komponist
- Schall, Clemens August von (1748–1814), deutscher Offizier, Politiker, Musiker, Schriftsteller
- Schall, Dörte (* 1977), deutsche Politikerin (SPD)Dörte Schall (* 1977)

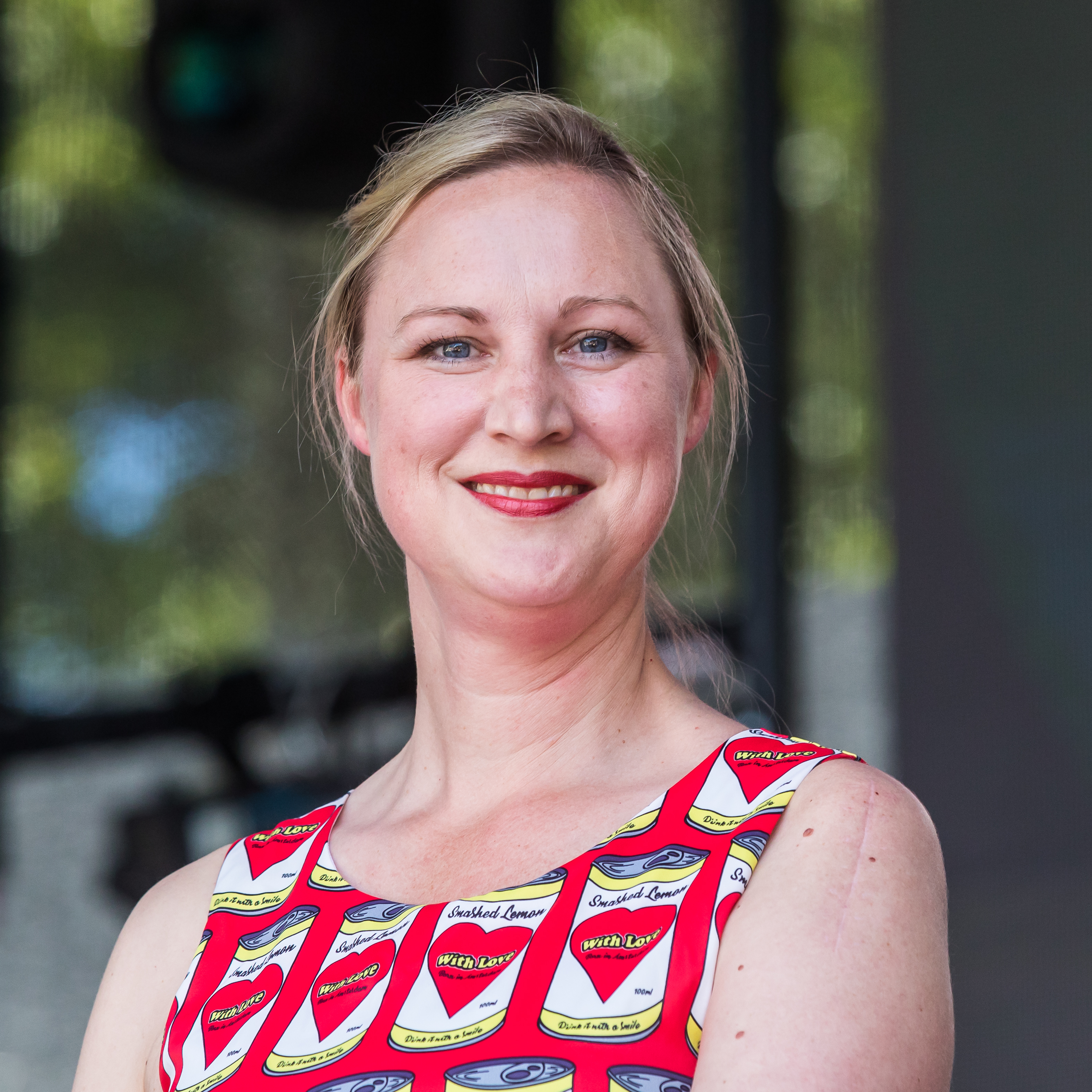
Dörte Schall (* 1977)

- Schall, Ekkehard (1930–2005), deutscher Bühnen- und Filmschauspieler und Regisseur
- Schall, Franz (1918–1945), deutscher Militärflieger
- Schall, Georg (1934–2011), deutscher Gewichtheber
- Schall, Heinz (1885–1933), deutscher Filmregisseur
- Schall, Hero (1942–2023), deutscher Strafrechtslehrer
- Schall, Johann Carl Conrad (1805–1885), deutscher Fotograf und Maler
- Schall, Johanna (* 1958), deutsche SchauspielerinJohanna Schall (* 1958)

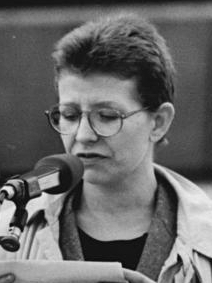
Johanna Schall (* 1958)

- Schall, Joseph (1785–1867), deutscher Miniaturmaler, Kupferstecher, Lithograf und Zeichenlehrer
- Schall, Karl (1780–1833), deutscher Lustspieldichter, Übersetzer und Journalist
- Schall, Karl Friedrich (1859–1925), deutsch-britischer Feinmechaniker
- Schall, Karl Ludwig (1827–1909), deutscher Politiker
- Schall, Lothar (1924–1996), deutscher Maler
- Schall, Luitgard (1928–1990), deutsche Bildhauerin
- Schall, Lutz (1894–1978), deutscher Kinderarzt
- Schall, Martin (1844–1921), deutscher Theologe und Politiker, MdR
- Schall, Martin (* 1970), deutscher Basketballspieler
- Schall, Paul (1898–1981), elsässischer Politiker und Journalist
- Schall, Peder (1762–1820), dänischer Cellist, Gitarrist und Komponist
- Schall, Raphael (1814–1859), deutscher nazarenischer Historien-, Kirchen- und Porträtmaler der Düsseldorfer Schule
- Schall, Reinhard (1956–2020), deutscher Fernseh- und Radiomoderator und Redakteur
- Schall, Rudi (1913–2002), deutscher Physiker
- Schall, Thomas D. (1878–1935), US-amerikanischer Politiker
- Schall, Ute (* 1947), deutsche Autorin
- Schall, Wilhelm (1825–1886), deutscher Jurist und Mitglied der Württembergischen Landstände (1870–1876)
- Schall, Wilhelm (1882–1928), deutscher Politiker in Württemberg
- Schall, William (1888–1965), englischer Unternehmer
- Schall, Wolfgang (1916–1997), deutscher Brigadegeneral und Politiker (CDU), MdEP
- Schall, Yannick (* 1988), deutscher Skateboarder
- Schall, Zeca (* 1963), deutsch-angolanisches Mitglied der CDU
- Schall-Emden, Robin (1893–1946), deutscher Vizeadmiral im Zweiten Weltkrieg
- Schall-Süß, Elke (* 1973), deutsche Tischtennisspielerin und -trainerinElke Schall-Süß (* 1973)
- Schalla, elamitischer König

Elke Schall-Süß (* 1973)

- Schalla, Björn (* 1974), deutscher Synchronsprecher, Dialogbuchautor und Synchronregisseur
- Schalla, Hans (1904–1983), deutscher Schauspieler und Theaterintendant
- Schallamach, Adolf (1905–1997), deutsch-britischer Ingenieur
- Schallautzer, Hermes (1503–1561), Bürgermeister von Wien und Stadtrichter
- Schallberger, Peter-Josef (1932–2010), Schweizer Politiker (CVP)
- Schallbroch, Heinrich (1897–1978), deutscher Ingenieurwissenschaftler
- Schallbruch, Martin (* 1965), deutscher Informatiker, Wissenschaftler und Autor
- Schalle, Hannes M. (* 1963), österreichischer Fernsehproduzent, Autor, Regisseur und Filmkomponist
- Schalle, Veit (* 1942), österreichischer Manager und Politiker (BZÖ), Abgeordneter zum Nationalrat
- Schallehn, Albert (1797–1891), deutscher Jurist und Politiker
- Schallehn, Henry (1815–1891), Musiker, Kapellmeister, Komponist und Musiklehrer
- Schallehn, Hilger (1936–2000), deutscher Komponist, Arrangeur, Verlagslektor und Chorleiter
- Schallen, Thomas von († 1541), Walliser Notar, Politiker und Hauptmann
- Schallenberg, Alexander (* 1969), österreichischer Jurist, Diplomat und PolitikerAlexander Schallenberg (* 1969)

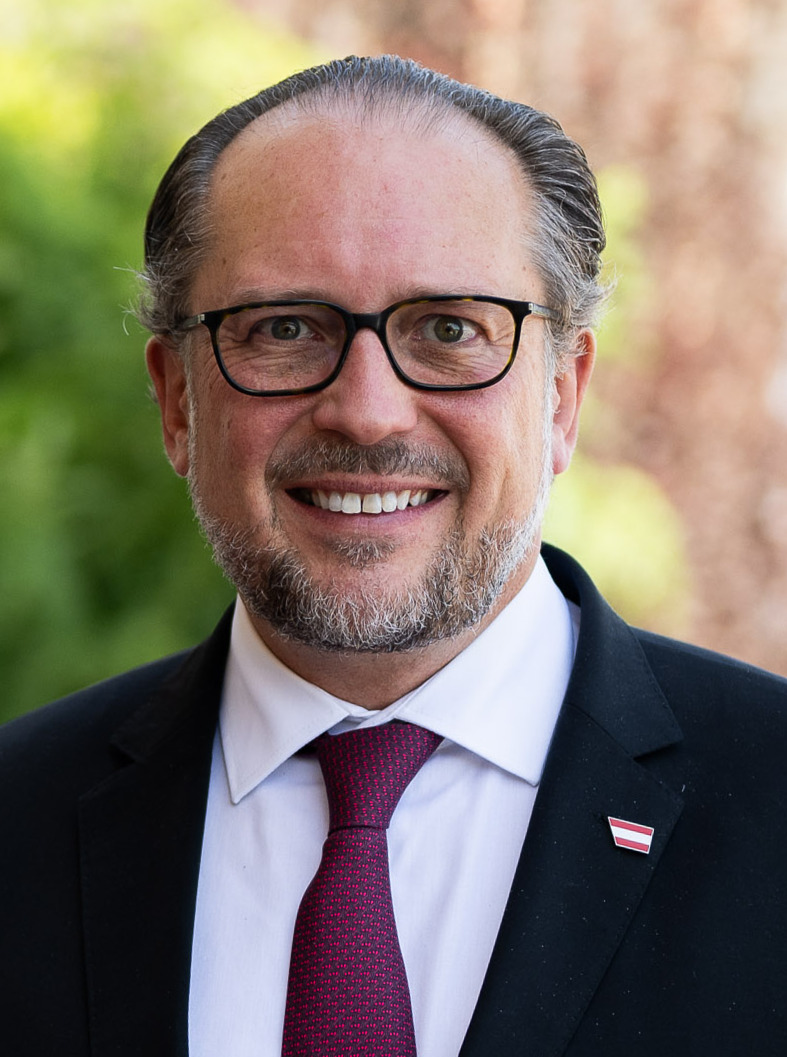
Alexander Schallenberg (* 1969)

- Schallenberg, Christoph von (1561–1597), österreichischer Beamter und Dichter
- Schallenberg, Edmund (1913–1999), US-amerikanischer Handballspieler
- Schallenberg, Georg Christoph von (1593–1657), österreichischer Beamter
- Schallenberg, Johann Georg (1810–1863), deutsch-schweizerischer Porträtmaler, Lithograf und Fotograf
- Schallenberg, Katharina (* 1980), deutsche Golferin
- Schallenberg, Kolja (* 1984), deutscher Theaterregisseur und Autor
- Schallenberg, Kurt (1883–1954), deutscher Fotograf
- Schallenberg, Leopold Christoph von (1712–1800), österreichischer Adliger
- Schallenberg, Mirko (* 1967), deutscher Bildender Künstler
- Schallenberg, Peter (* 1963), deutscher römisch-katholischer Theologe
- Schallenberg, Ron (* 1998), deutscher Fußballspieler
- Schallenberg, Wolfgang (1930–2023), österreichischer Jurist und DiplomatWolfgang Schallenberg (1930–2023)

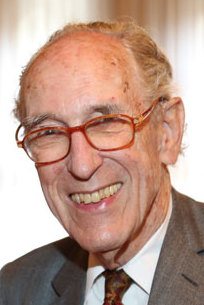
Wolfgang Schallenberg (1930–2023)

- Schallenmüller, Adele (1887–1980), Schweizer Malerin, Grafikerin und Bildhauerin
- Schaller, Alfred (1908–1985), Schweizer Politiker (FDP), Nationalratspräsident
- Schaller, Alina (* 1997), österreichische Schauspielerin
- Schaller, André (* 1973), deutscher Politiker (CDU)
- Schaller, Andrea (* 1976), deutsche Fußballspielerin
- Schaller, Anton (1773–1844), österreichischer Maler
- Schaller, Anton (1933–2018), österreichischer Gynäkologe
- Schaller, Anton (* 1944), Schweizer Journalist, Moderator und Politiker (LdU)
- Schaller, Beat (* 1958), Schweizer Autor und Manager
- Schaller, Berndt (1930–2020), deutscher evangelischer Theologe und Judaist
- Schaller, Birgit (* 1961), deutsche Schauspielerin, Sängerin und Kabarettistin
- Schaller, Bruno (* 1958), Schweizer Lehrer, Journalist und Pilot
- Schaller, Caspar († 1542), Stadtschreiber von Basel, theologischer Publizist und Gefolgsmann des Reformators Ulrich Zwingli
- Schaller, Chica (1937–2019), deutsche Neurobiologin und Mitbegründerin der Chica und Heinz Schaller Stiftung
- Schaller, Christian (* 1937), deutscher Architekt
- Schaller, Christian (* 1967), deutscher Theologe, Ratzinger-Preisträger
- Schaller, Curt O. (* 1964), deutscher Kameramann, Steadicam Operator und Fotograf. Darüber hinaus ist er der Entwickler und Designer der Kamerastabilisierungssysteme von ARRI: 2025 wurde er für Konzept, Design und Entwicklung des Trinity 2-Systems mit dem Oscar ausgezeichnet.
- Schaller, Detlef (* 1943), deutscher Verleger
- Schaller, Dieter (1929–2003), deutscher Mittellateiner
- Schaller, Eduard (1802–1848), österreichischer Historien- und Kirchenmaler
- Schaller, Ellen (* 1965), deutsche Schauspielerin und KabarettistinEllen Schaller (* 1965)

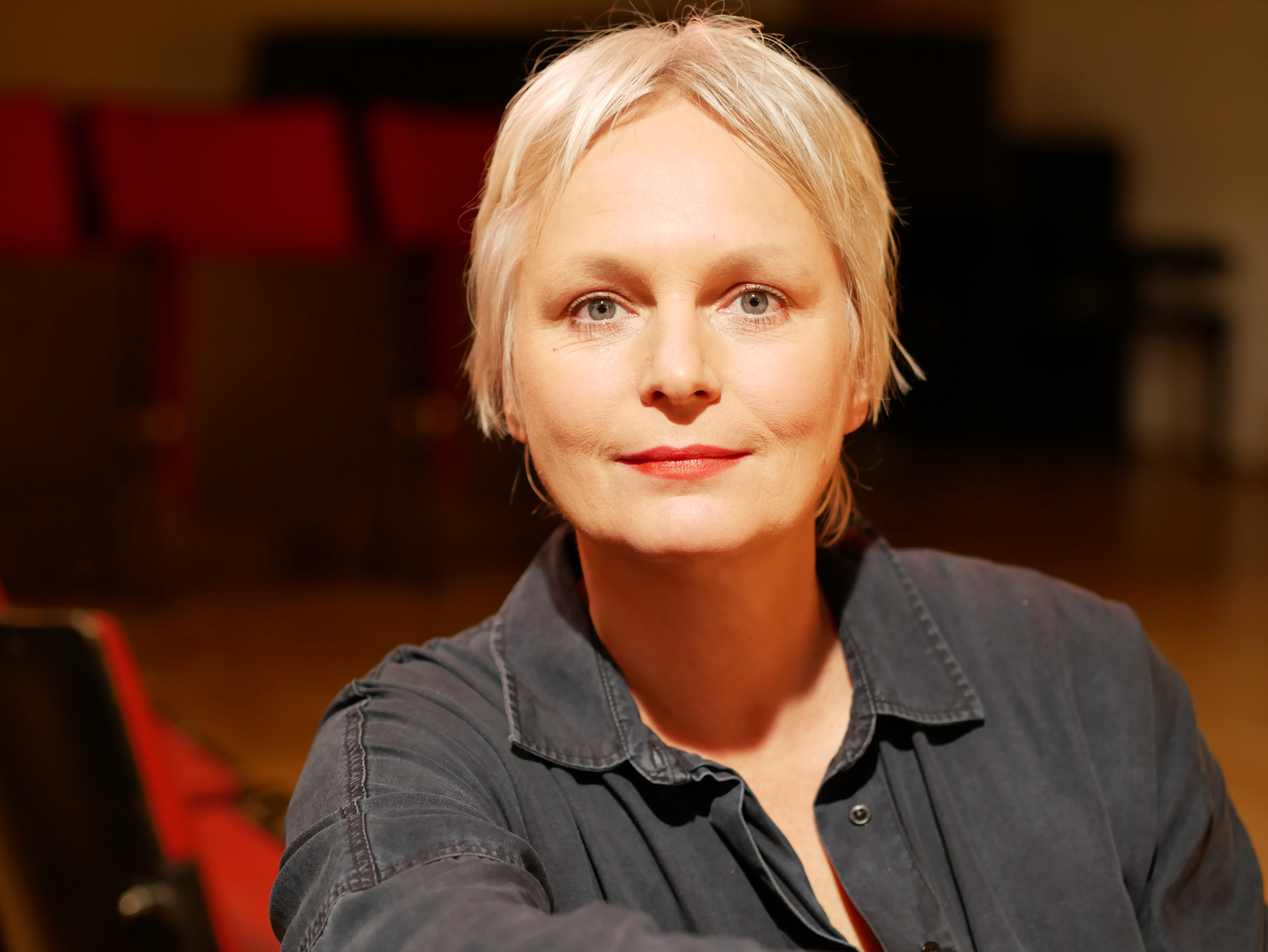
Ellen Schaller (* 1965)

- Schaller, Ernst Johann (1841–1887), deutscher Tier- und Historienmaler
- Schaller, Evamaria (* 1980), österreichische Video- und Performance-Künstlerin
- Schaller, François (1920–2006), Schweizer Ökonom
- Schaller, Friedrich (1920–2018), deutscher Zoologe
- Schaller, Fritz (1902–1983), deutscher Fußballspieler
- Schaller, Fritz (1904–2002), deutscher Architekt
- Schaller, Gabriel (1912–1999), deutscher Gewerkschafter und Politiker (SPD), MdL Bayern
- Schaller, George (* 1933), US-amerikanischer Zoologe, Naturforscher und Umweltschützer
- Schaller, Gérald (1954–2024), Schweizer Politiker (CVP)
- Schaller, Gerd (* 1965), deutscher DirigentGerd Schaller (* 1965)

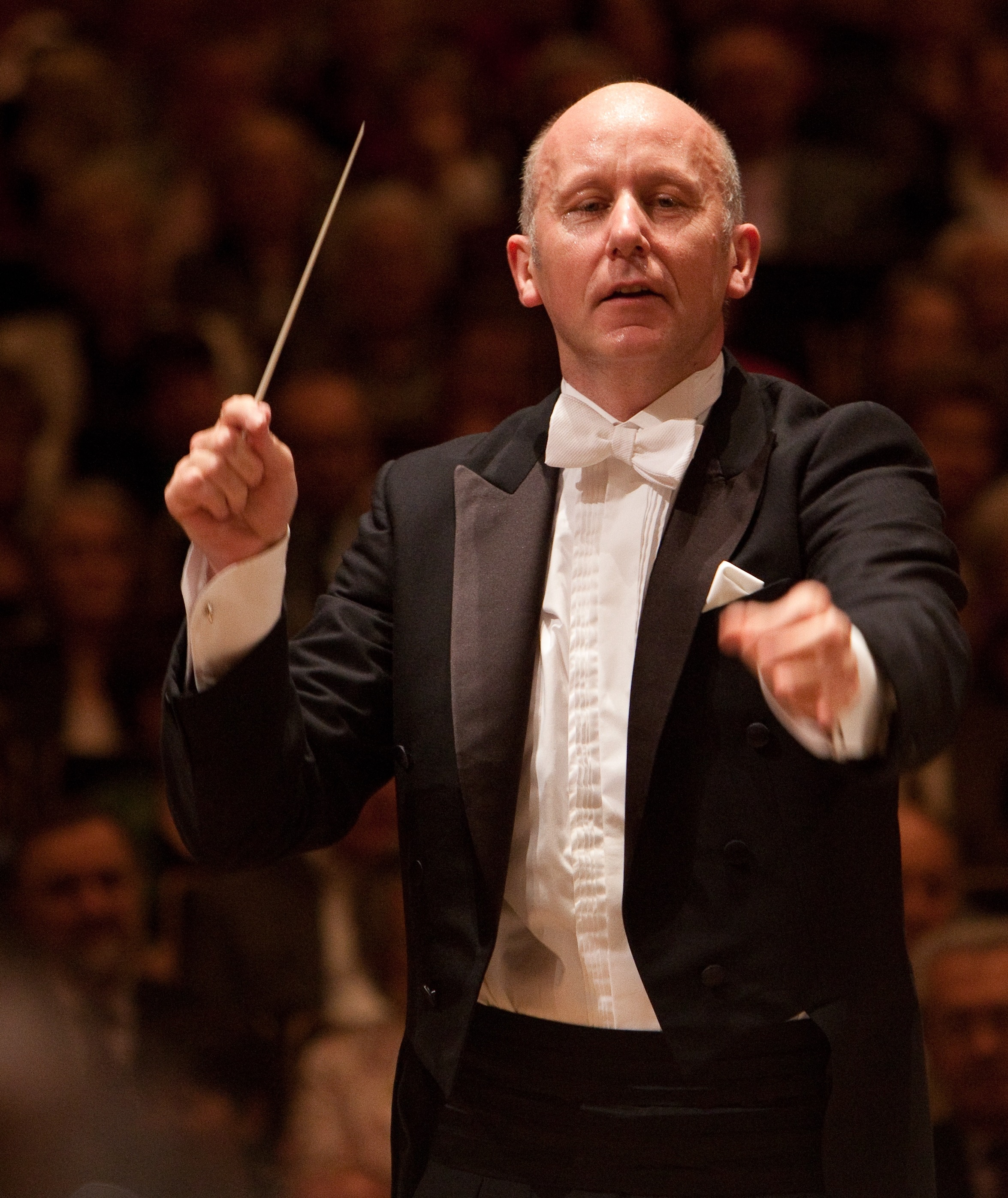
Gerd Schaller (* 1965)

- Schaller, Gerhard (1929–2006), deutscher Fußballspieler
- Schaller, Gilbert (* 1969), österreichischer Tennisspieler
- Schaller, Gottfried Jakob (1762–1831), deutscher evangelischer Geistlicher und Schriftsteller
- Schaller, Gustav (1866–1945), Schweizer Politiker (FDP)
- Schaller, Hans (1911–1966), deutscher Kameramann, Bildjournalist, Pressefotograf, Standfotograf und persönlicher Fotograf des Schauspielers Heinz Rühmann
- Schaller, Hans Karl (* 1960), österreichischer Politiker (SPÖ), Landtagsabgeordneter
- Schaller, Hans Martin (1923–2005), deutscher Historiker
- Schaller, Hans-Jürgen (1937–2021), deutscher Sportpädagoge, Hochschullehrer
- Schaller, Hans-Wolfgang (* 1944), deutscher Amerikanist, Literaturwissenschaftler und Hochschullehrer
- Schaller, Heinrich (1900–1985), deutscher Philosoph und Historiker
- Schaller, Heinrich (* 1959), österreichischer BankmanagerHeinrich Schaller (* 1959)

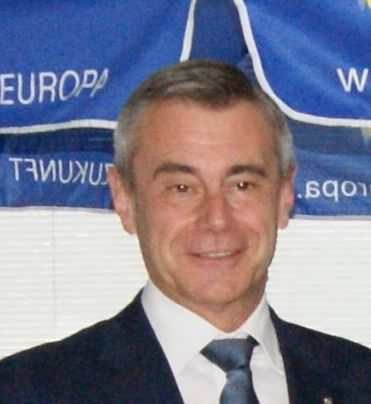
Heinrich Schaller (* 1959)

- Schaller, Heinz (1932–2010), deutscher Molekularbiologe und Virologe
- Schaller, Helmut W. (* 1940), deutscher Slawist und Hochschullehrer
- Schaller, Helmuth (1923–1999), deutscher Unternehmer und Politiker (CSU), MdL Bayern
- Schaller, Henning (1944–2024), deutscher Bühnenbildner und Hochschullehrer
- Schaller, Henri (1886–1985), Schweizer Geistlicher, Journalist und Zeitungsverleger
- Schaller, Henri Gaspard de (1828–1900), Schweizer Politiker
- Schaller, Herbert (1899–1966), deutscher Erwachsenenpädagoge und Hochschullehrer
- Schaller, Hermann (1932–2025), österreichischer Politiker (ÖVP) und Landesrat
- Schaller, Isaac, deutscher Mediziner
- Schaller, Jakob (1604–1676), deutscher Philosoph, Theologe und Hochschullehrer
- Schaller, Jaroslaus (1738–1809), böhmischer Piarist, Historiker und Topograph
- Schaller, Johann Gottlieb (1734–1814), deutscher Entomologe
- Schaller, Johann Nepomuk (1777–1842), österreichischer Bildhauer
- Schaller, Johannes (1785–1847), deutscher Steinhauer, Maurer, Maurermeister, Bürgermeister und Politiker
- Schaller, Johannes (* 1966), deutscher Psychologe, Theologe, Psychotherapeut, Hochschullehrer und Hochschulmanager
- Schaller, Josefine (* 2002), deutsche Fußballspielerin
- Schaller, Joseph (1891–1936), Schweizer Architekt
- Schaller, Julien de (1807–1871), Schweizer Politiker
- Schaller, Julius (1810–1868), deutscher Philosoph
- Schaller, Karl (1846–1922), deutscher Jurist und Staatsminister
- Schaller, Klaus (1925–2015), deutscher Pädagoge
- Schaller, Konrad (1943–2017), deutscher Fußballspieler
- Schaller, Laso (* 1988), brasilianisch-schweizerischer Extremsportler
- Schaller, Ludwig (1804–1865), österreichischer Bildhauer
- Schaller, Ludwig (1930–2009), deutscher Kommunalpolitiker
- Schäller, Max (1902–1974), deutscher SED-Funktionär und Widerstandskämpfer
- Schaller, Nicole (* 1993), Schweizer Badmintonspielerin
- Schaller, Oliver (* 1994), Schweizer Badmintonspieler
- Schaller, Paul (1913–1989), Schweizer Kirchenmusiker, Chorleiter und Komponist
- Schaller, Peter (* 1948), deutscher Botschafter
- Schaller, Phil (* 2006), deutscher Popsänger und Songwriter
- Schaller, Philipp (* 1978), deutscher Kabarettist und Autor
- Schaller, Rainer (1969–2022), deutscher UnternehmerRainer Schaller (1969–2022)

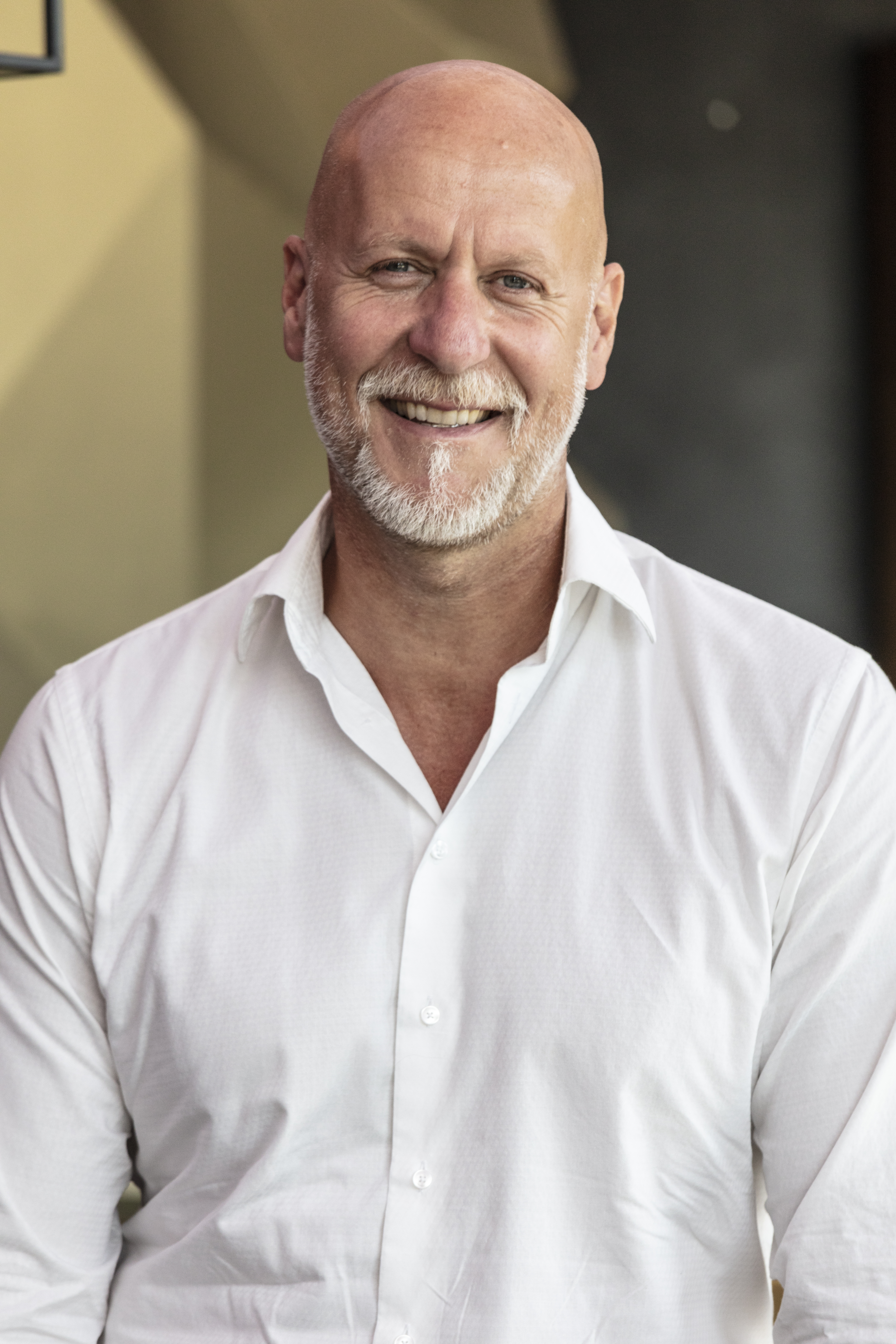
Rainer Schaller (1969–2022)

- Schaller, Richard (1903–1972), deutscher Politiker (NSDAP), MdR
- Schaller, Rudolf (1891–1984), deutscher Journalist, Schriftsteller, Übersetzer und Theaterkritiker
- Schaller, Sigrid (1941–2024), deutsche Architektin
- Schaller, Simone (1912–2016), US-amerikanische Leichtathletin
- Schaller, Stefan (* 1982), deutscher Drehbuchautor und Filmregisseur
- Schaller, Stephan (1910–1994), deutscher Lehrer, Gelehrter und Schriftsteller
- Schäller, Steven (* 1976), deutscher Politikwissenschaftler
- Schaller, Theodor (1900–1993), deutscher evangelischer Theologe
- Schaller, Tim (* 1990), US-amerikanischer Eishockeyspieler
- Schaller, Tim (* 1999), deutscher Handballspieler
- Schaller, Veronica (* 1955), Schweizer Politikerin (SP)
- Schaller, Waldemar Theodore (1882–1967), US-amerikanischer Mineraloge
- Schaller, Willy (1923–1983), deutscher Politiker (CSU), MdL
- Schaller, Wolf, Bergbauunternehmer aus dem Erzgebirge
- Schaller, Wolfgang (1582–1626), deutscher Mediziner
- Schaller, Wolfgang (* 1940), deutscher Kabarett-Autor und Intendant
- Schaller, Wolfgang (* 1951), deutscher Theaterregisseur und Intendant
- Schaller-Baross, Ernő (* 1987), ungarischer Politiker der Fidesz, Mitglied des Europäischen Parlaments
- Schaller-Härlin, Käte (1877–1973), deutsche Malerin
- Schaller-Kalide, Hubert (1882–1976), deutscher General der Infanterie
- Schallermair, Georg (1894–1951), deutscher KZ-Aufseher und hingerichteter KriegsverbrecherGeorg Schallermair (1894–1951)

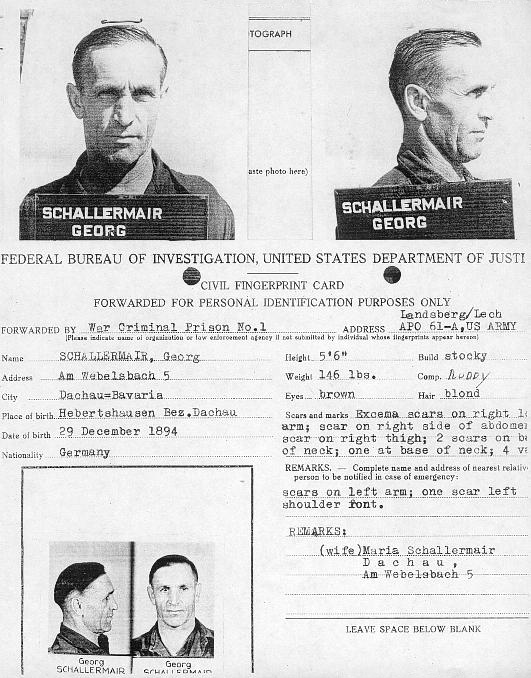
Georg Schallermair (1894–1951)

- Schallermann, Johannes (1373–1465), Bischof von Gurk
- Schallern, Gottlieb Adam Johann von (1766–1827), deutscher Mediziner
- Schallerová, Jaroslava (* 1956), tschechische Schauspielerin
- Schallert, Elmar (1944–2024), österreichischer Archivar und Politiker (ÖVP), Landtagsabgeordneter
- Schallert, Gerhard (* 1975), österreichischer Skispringer
- Schallert, Richard (* 1964), österreichischer Skispringer und Skisprungtrainer
- Schallert, William (1922–2016), US-amerikanischer SchauspielerWilliam Schallert (1922–2016)

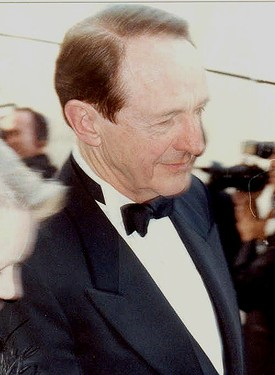
William Schallert (1922–2016)

- Schallert, Willibald (1896–1961), Leiter des Arbeitseinsatzes für Juden in Hamburg (1940–1945)
- Schalles, Hans-Joachim (1951–2015), deutscher Klassischer Archäologe und Museumsdirektor
- Schalles, Maxim (* 1999), deutscher Handballspieler
- Schalley, Zacharias (* 1991), deutscher Politiker (AfD)
- Schallhammer, Anton von (1800–1868), österreichischer Offizier und Historiker
- Schallhas, Karl (1767–1797), österreichischer Maler
- Schalli, Siegfried (* 1961), österreichischer Politiker (TS), Landtagsabgeordneter
- Schällibaum, Kenzo (* 1998), Schweizer Fußballspieler
- Schällibaum, Marco (* 1962), Schweizer Fußballspieler und -trainer
- Schalling, Martin der Ältere († 1552), deutscher reformierter Theologe und Reformator
- Schalling, Martin der Jüngere (1532–1608), deutscher evangelischer Theologe, Kirchenlieddichter und Reformator
- Schallmayer, Egon (* 1951), deutscher Provinzialrömischer Archäologe; hessischer Landesarchäologe
- Schallmayer, Wilhelm (1857–1919), deutscher Arzt und Eugeniker
- Schallmeiner, Ralph (* 1976), österreichischer Politiker (Grüne), Abgeordneter zum Nationalrat
- Schallmo, Daniel (* 1978), deutscher Ökonom und Unternehmensberater
- Schallmoser, Albert (1947–2021), deutscher Landwirt und Politiker (Freie Wähler)
- Schallmoser, Ulrich (* 1965), deutscher Jurist und Richter am Bundesfinanzhof
- Schallnau, Thomas (* 1940), deutscher Kinderbuchillustrator, -autor und Grafiker
- Schallock, Richard (1896–1956), deutscher Gewerkschafter und Politiker (SPD, SED), MdL
- Schallock, Walter (1903–1974), deutscher SS-Untersturmführer, Kommandoführer beim Sonderkommando 1005
- Schallon, Horst (* 1924), deutscher Journalist und Sportreporter
- Schallopp, Emil (1843–1919), deutscher Schachspieler und Stenograph
- Schallreuter, Roger (1937–2013), deutscher Geologe
- Schallreuter, Walter (1895–1975), deutscher Physiker und Hochschullehrer
- Schallück, Paul (1922–1976), deutscher Schriftsteller
- Schallum, König des Nordreichs Israel
- Schallweg, Paul (1914–1998), deutscher Schriftsteller
- Schallwig, Friedrich-Wilhelm (1902–1977), deutscher Politiker (NSDAP, BHE), MdL und Jurist
- Schallwig, Fritz (1890–1960), deutscher Radrennfahrer
- Schally, Andrew Victor (1926–2024), polnisch-amerikanischer Physiologe

### Schalm
- Schalm, Sherraine (* 1975), kanadische Degenfechterin
- Schalmaghambetow, Maxim (* 1983), kasachischer Fußballspieler
- Schalmuqan, Didar (* 1996), kasachischer Fußballspieler

### Schaln
- Schalnikow, Alexander Iossifowitsch (1905–1986), russischer Physiker

### Schalo
- Schalom, Avraham (1928–2014), israelischer Nachrichtendienstoffizier und Direktor des Schin Bet
- Schalom, Schin (1905–1990), israelischer Schriftsteller
- Schalom, Silvan (* 1958), israelischer Politiker und mehrfacher Minister
- Schalow, Herman (1852–1925), deutscher Zoologe
- Schalow, Sarah Victoria (* 1984), deutsche SchauspielerinSarah Victoria Schalow (* 1984)

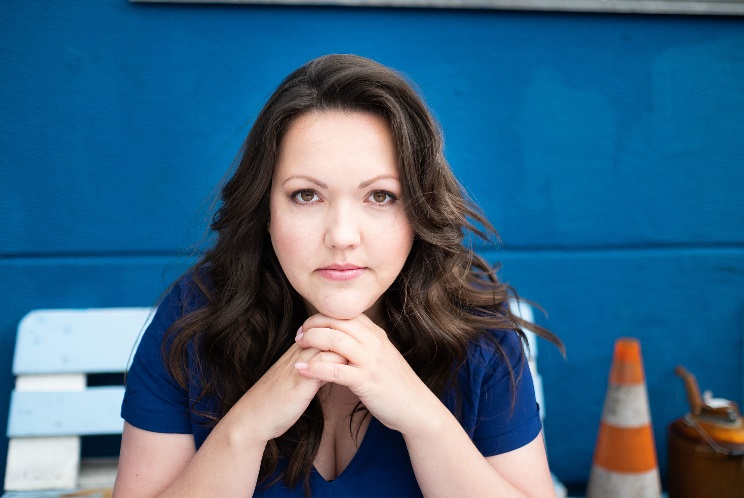
Sarah Victoria Schalow (* 1984)

### Schals
- Schalscha, Alexander von (1836–1895), deutscher Rittergutsbesitzer und Politiker (Zentrum), MdR

### Schalt
- Schaltegger, Christoph (* 1972), Schweizer Wirtschaftswissenschaftler
- Schaltegger, Emanuel (1857–1909), Schweizer Landschafts- und Porträtmaler
- Schaltegger, Friedrich (1851–1936), Schweizer evangelischer Pfarrer, Archivar, Bibliothekar und Historiker
- Schaltegger, Stefan (* 1964), Schweizer Betriebswirt
- Schaltenbrand, Agat (1926–2018), Schweizer Malerin und Zeichnerin
- Schaltenbrand, Georg (1897–1979), deutscher Neurologe
- Schalthoff, Herbert (* 1953), deutscher Fernsehjournalist
- Schaltūt, Mahmūd (1893–1963), islamischer Rechtsgelehrter, Dozent an der Azhar-Universität

### Schalu
- Schalück, Hermann (1939–2024), deutscher Generalminister der Franziskaner (1991–1997), Präsident von missio Aachen (1998–2008)
- Schalück-Nickel, Ursula (* 1956), deutsche Meisterin im Hürdenlauf; Künstlerin
- Schalunow, Jewgeni Wladimirowitsch (* 1992), russischer Radrennfahrer
- Schalunow, Maxim Walerjewitsch (* 1993), russischer Eishockeyspieler
- Schalunow, Michail (* 1999), georgischer Eishockeyspieler
- Schaluschke, Anja (* 1967), deutsche Germanistin und Museumsdirektorin

### Schalw
- Schalwat, Herbert (* 1926), deutscher Schweißer und Mitglied der Volkskammer der DDR

### Schaly
- Schalygina, Jelena (* 1986), kasachische Ringerin
- Schalygina, Xenija (* 1998), kasachische Skilangläuferin

### Schalz
- Schälzky, Robert (1882–1948), Hochmeister des Deutschen Ordens